# Nowy Duninów
Nowy Duninów è un comune rurale polacco del distretto di Płock, nel voivodato della Masovia.
Ricopre una superficie di 144,79 km² e nel 2004 contava 3 899 abitanti.